# Jacob Laan
Jacob Adriaan Laan (ur. 31 marca 1869 w Wormerveer, zm. 5 kwietnia 1939 w Maladze) – holenderski strzelec, olimpijczyk.
Uczestnik Letnich Igrzysk Olimpijskich 1908, podczas których zajął 26. miejsce w trapie (startowało 31 zawodników).

## Wyniki

### Igrzyska olimpijskie
| Igrzyska    | Konkurencja | Wynik            | Miejsce | Źródło |
| ----------- | ----------- | ---------------- | ------- | ------ |
| Londyn 1908 | Trap        | 21 pkt. (0–13–8) | 26      | [ 1 ]  |